# Literarische Vereinigung Winterthur

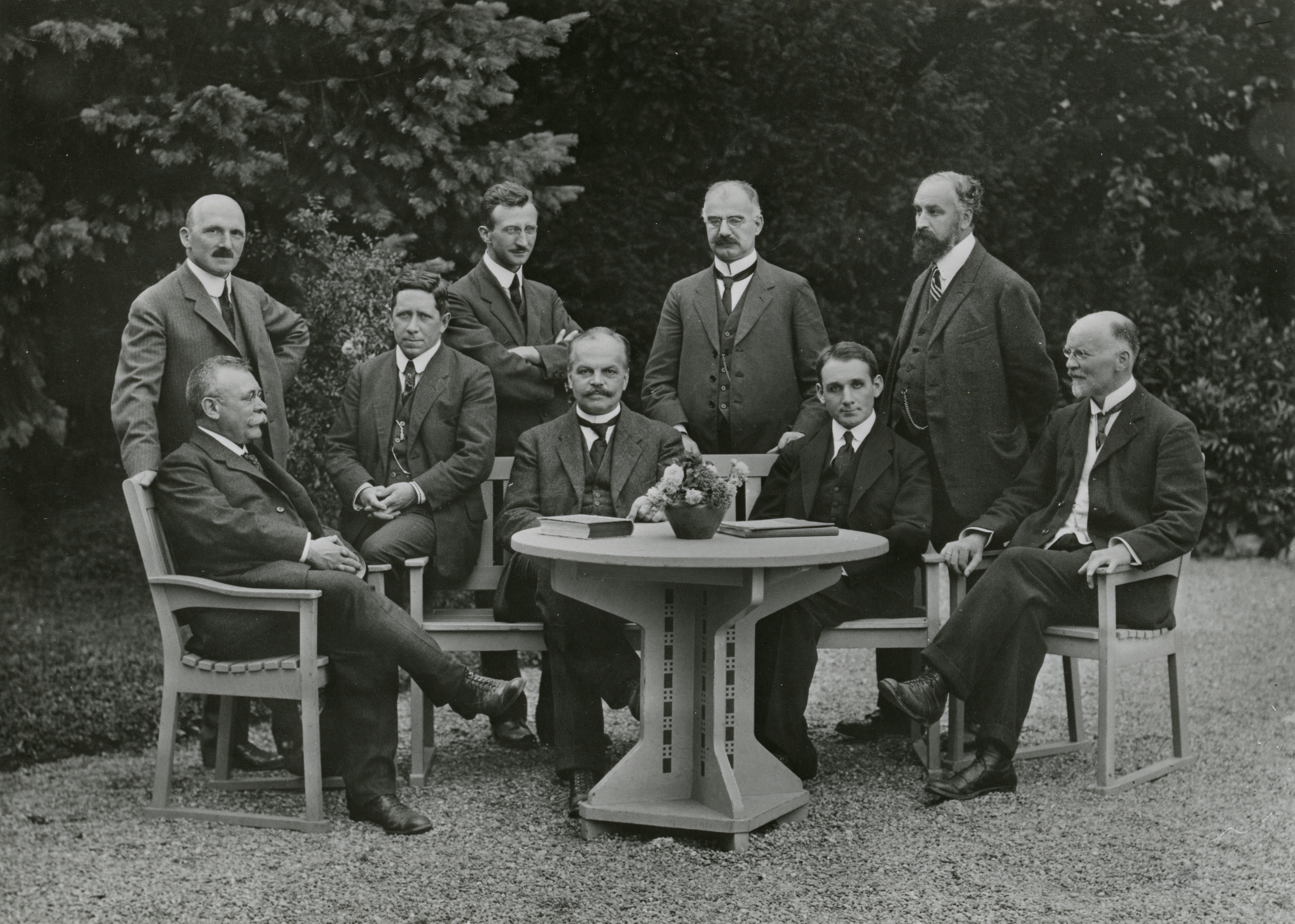
Foto der Gründungsversammlung der Literarischen Vereinigung Winterthur 1917, stehend v.l. Adolf Vogel, Hans Kägi, Gottlieb Bachmann, Walther Hünerwadel, sitzend v.l. Heinrich Brunner, Paul Fink, Rudolf Hunziker, Hans Reinhart, Johannes Ninck

Die Literarische Vereinigung Winterthur, kurz Die Literarische genannt, ist eine literarische Gesellschaft aus Winterthur. Sie wurde am 1. Mai 1917 von Hans Reinhart und Rudolf Hunziker gegründet. Das aktuelle Co-Präsidium besteht aus Claudio Notz und Evelyn Schertler Kaufmann.
Der Verein zählt heute rund 200 Mitglieder und organisiert vorwiegend Lesungen mit acht bis zehn zeitgenössischen Autoren im Jahr im Coalmine Café im Volkart Haus. Bis in die Mitte der 1990er-Jahre war die Vereinigung auch als Herausgeberin von über 60 Publikationen tätig, 45 davon als Gaben an die Mitglieder und 14 Handschriften und vereinzelten weiteren Publikationen. Zum 100-jährigen Jubiläum widmete die Stadtbibliothek der Vereinigung ein Neujahrsblatt.

## Geschichte

### Gründung
Die Literarische Vereinigung Winterthur wurde am 1. Mai 1917 von sieben Gründungsmitgliedern im «Gasthof zum Löwen» gegründet. Laut Statuten hatte der Verein zu Beginn einen Vorstand von sieben bis elf Mitgliedern, wovon einer ein Vertreter der Bibliothekskommission von Theodor Reinhart war. Erster Präsident wurde Rudolf Hunziker, erster Vizepräsident und Aktuar war Hans Reinhart. Die übrigen vier Gründungsmitglieder waren:
- Walther Hünerwadel, Historiker, und Rektor des städtischen Gymnasiums
- Paul Fink, Gymnasiallehrer und Konservator des Kunstvereins Winterthur
- Johannes Ninck, Schriftsteller
- Hans Kägi, Schriftsteller
- Adolf Vogel, Buchhändler

Bereits an der Gründungsversammlung wurde geplant, bereits im Herbst die erste Ausgabe eines Winterthurer Jahrbuchs herauszugeben (das heute bekannte Winterthurer Jahrbuch wurde in den 1950er-Jahren vom Gründungsmitglied Hans Kägi ins Leben gerufen). Damit setzte die Literarische Vereinigung ein Vorhaben um, dass Hunziker bereits seit Frühling 1914 mit sich trug, jedoch aufgrund des Ersten Weltkriegs nicht verwirklichen konnte. Das geplante Buch wurde schliesslich als Almanach auf das Jahr 1918 als erstes Buch der Vereinigung bei der Buchhandlung Vogel verlegt und soll gemäss erster Generalversammlung 1919 ein Erfolg gewesen sein.

### Gründungsphase und Zwischenkriegszeit

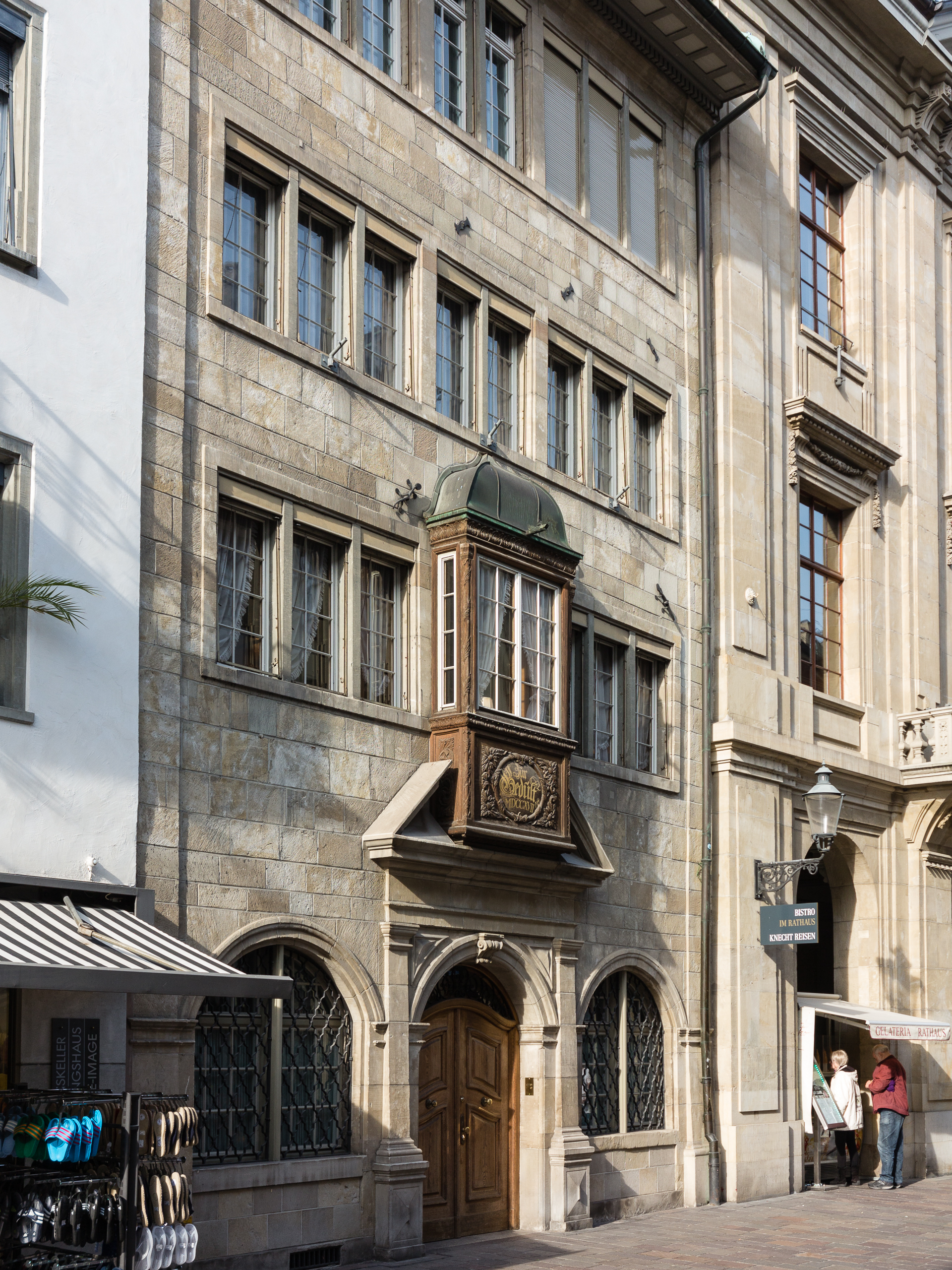
Haus zur Geduld

Zu Beginn bestand die Vereinigung vorwiegend aus dem Freundeskreis Hunzikers. Hans Reinhart unterstütze als Mäzen die Vereinigung auch immer wieder finanziell. Auch verpflichtete sich die Vereinigung zur Unterstützung der Stadtbibliothek Winterthur, der sie finanzielle Unterstützung zur Beschaffung nicht vorhandener Werke zukommen liess. Dies geschah auch, weil die Vereinigung keine eigene Bibliothek anlegen wollte. Ausserdem wurden literarische Abende veranstaltet. 1919 durfte die Vereinigung im von Oskar Reinhart gekauften «Haus zur Geduld» eigene Räumlichkeiten beziehen, die Vereinigung ernannte ihn dafür zum Ehrenmitglied. Während der Krisenzeit der Nachkriegsjahre setzte sich die Vereinigung mit Wohltätigkeitsveranstaltungen für die von der Krise ebenfalls betroffenen Autoren ein, konnte jedoch den Wegzug ihres Mitglieds Jakob Christoph Heer zu seiner Tochter nach Deutschland auch nicht verhindern. Ihm wurde an einer Abschiedsveranstaltung im Schloss Wülflingen ebenfalls die Ehrenmitgliedschaft geschenkt.
Die Jahrbücher wurden weiter ausgegeben und erhielten auch regelmässig Replik in der Presse, so schrieb der Schriftsteller Eduard Korrodi nach dem Erscheinen des Jahrbuchs 1923 in der Neuen Zürcher Zeitung, dass das «Winterthurer Wunderhorn» wieder seinen «Segen» ausgeschüttet hätte. Die Jahrbücher erschienen bis zum Zweiten Weltkrieg regelmässig und gehörten zum Kerngeschäft der Literarischen Vereinigung.
Regelmässig durchgeführt wurden in der Zwischenkriegszeit auch literarische Abende, zu denen mehrheitlich bekannte Autoren eingeladen wurden. Die Abende wurden in den Winterthurer Zeitungen beworben und auch besprochen. Gäste waren einerseits lokale Autoren wie der Dichter Richard Schneiter, aber auch ausländische Autoren wie Sven Scholander, Heinrich Mann oder Rainer Maria Rilke. Diese Vorträge wurden bis in die 1930er-Jahre regelmässig durchgeführt, danach jedoch aus finanziellen Gründen eingeschränkt auf Veranstaltungen, für die ein genügend grosser Zuschauerandrang zu erwarten war.

### Zweiter Weltkrieg und der Tod Hunzikers
Während des Zweiten Weltkriegs musste das Programm eingeschränkt werden und es wurde vermehrt mit dem Historisch-Antiquaristischen Verein, dem Kunstverein, dem Musikkollegium und der Mozartgemeinde zusammengearbeitet, um weiterhin ein kulturelles Programm in der Stadt anbieten zu können. Gäste an Veranstaltungen dieser Zeit waren Mary Lavater-Sloman, der Winterthurer Dichter Ernst Kappeler oder Hermann Scherchen. Auch die Jahrbücher kamen zu dieser Zeit nur eingeschränkt heraus, nämlich in den Jahren 1938, 1943 und 1945 und die Generalversammlungen wurden ganz ausgesetzt.
Nach Ende des Zweiten Weltkriegs folgte mit dem Tod Hunzikers gleich der nächste Schlag für den Verein. Nach seinem Tod musste der Vorstand beschliessen, dass es nur noch alle zwei bis drei Jahre ein Jahrbuch geben solle. Nachfolger Hunzikers als Präsident wurde für kurze Zeit der Gymnasiallehrer Gustav Egli, abgelöst von Interimspräsident und Stadtrat Hans Bachmann in den Jahren 1949 und 1950. Die Vereinigung setzte die literarischen Abende wieder fort, mehr mit Schwergewicht auf literarisch anspruchsvolle und mit weniger Unterhaltung. Als Gäste aus dieser Zeit sind Paul Wehrli, Carl Jacob Burckhardt, Gertrud von Le Fort oder Ernst Wiechert zu nennen.

### 1950 bis heute
1950 konnte mit Geschichtsprofessor Marcel Beck wieder ein neuer Präsident gewählt werden. Unter seiner Ägide gelang 1955 die Vereinigung mit dem «Kunstkamin Winterthur», einem Verein eines ehemaligen LVW-Mitglieds, die in Konkurrenz zum Programm der LVW während des Zweiten Weltkriegs entstanden war. Immer schwieriger wurde jedoch die publizistische Tätigkeit, die Jahrbücher fanden nicht mehr den Absatz von früher und die Literatur musste sich allgemein gegen Konkurrenz aus Radio und Fernsehen behaupten. 1957 vermachte Hans Reinhart die Rechte an seinem Werk der Literarischen Vereinigung. Noch zu Ende von Becks Jahrzehnt als Präsident vermachte Adolf Vogel der Vereinigung 10'000 Franken in dänischen Staatsanleihen als Stiftung, um damit gute Leistungen im Deutschunterricht zu prämieren, heute veranstaltet die Vereinigung aus diesen Geldern alle paar Jahre einen Jugendschreibwettbewerb.
Nach einem Jahrzehnt trat Beck als Präsident zurück, auf ihn folgte der Deutschlehrer Erwin Kobel. Drei Jahre nach Reinharts Tod vermachte die Volkart-Stiftung der Vereinigung den Betrag von 100'000 Franken, dieser sollte die Vereinigung über längere Zeit finanziell absichern. Von 1966 bis 1968 arbeitete mit Walter Gross ein bekannter Schriftsteller der Stadt im Vorstand mit. Gäste an den literarischen Abenden dieses Jahrzehnts waren Martin Walser, Uwe Johnson, Walter Matthias Diggelmann Golo Mann, Günter Eich, Ernst Bloch, Adolf Muschg oder Max Frisch.
Auf Beck folgte 1968 Ulrich Schelling als Präsident, ebenfalls Lehrer an der Kantonsschule und mit 33 Jahren jüngstes Mitglied im Vorstand. Dieser nahm wieder vermehrt Einfluss aufs Programm und führte eine längerfristige Programmplanung ein, auch mit Akzenten auf mehr philosophische Autoren. Dabei kam es in seiner Präsidialzeit auch zu mehreren Programmausfällen – im Januar/Februar 1974 zweimal, weil die Vortragenden kurz zuvor verstorben waren, dies war bei Erhart Kästner und Marieluise Fleisser der Fall. Für volle Säle sorgten beispielsweise im Dezember 1968 Siegfried Lenz, in der Saison 1971/1972 Mani Matter, 1973 abermals Uwe Johnson oder 1978 Wolfgang Hildesheimer.
1980 übernahm mit Heinz Schmitz ein weiterer Lehrer das Ruder des LVW. Weiter Sorge bereitete der Vereinigung die jährlichen Publikationen, die man laut Statuten vorzunehmen hatte und schon längst nur noch spärlich erschienen. Es wurden noch vereinzelt Faksimiles veröffentlicht, jedoch nur noch bis 1994. 1986 gab die Literarische Vereinigung nochmals eine Anthologie mit Texten von Winterthurer Autoren heraus. Diese stiess jedoch bei der Gruppe Olten und beim Schriftstellerverband auf Kritik, da keine Autorenhonorare ausgezahlt wurden. Auch hätte die Gegenwartsliteratur mit der Gegenwart Winterthurs nicht viel am Hut gehabt. Diese Kritik ist auch insofern berechtigt, dass in den Protokollen der LVW kein Bezug auf die Winterthurer Jugendunruhen der 1980er-Jahre zu finden ist. Heinz Schmitz versuchte, junge Autoren zu fördern, auch wenn er mit vielen seiner Vorschläge auf eher verhaltenes Interesse stiess. Wie ein roter Faden zogen sich aber auch während seiner Präsidentschaft die literarischen Abende, an denen beispielsweise Ernst Jandl, Peter Härtling, Heidi Keller oder, zuvor während vielen Jahren vom LVW gewünscht, Wolfdietrich Schnurre.
Auf Schmitz folgte der Technikum-Professor Beat Schenk als Präsident. Unter ihm, abgesehen von noch paar wenigen Veröffentlichungen, konzentrierte sich die Gesellschaft vollends auf Lesungen. Zu Gast waren beispielsweise Anita Albus, Cees Nooteboom oder Christoph Hein. Nachfolger von Schenk wurde Hans-Jörg Diener und ab 1998 wurde die Coalmine Bar zur regelmässigen Heimat der Veranstaltungen der «Literarischen», wie sich die Vereinigung im neuen Jahrtausend nennt. Nachfolger von Diener war Lisa Briner, ab 2016 im Co-Präsidium mit Barbara Tribelhorn. Von 2018 bis 2024 bestand das Co-Präsidium aus Barbara Tribelhorn und Claudio Notz.